# بسوهانا
بسوهانا (به لاتین: Besohana) یک منطقهٔ مسکونی در ماداگاسکار است که در واکینانکاراترا واقع شده‌است. بسوهانا ۱۲٬۸۳۹ نفر جمعیت دارد.